# 高森新
高森 新（たかもり あらた、1861年1月30日（万延元年12月20日） - 1941年（昭和16年）7月10日）は、日本の政治家、衆議院議員（1期）。

## 経歴
熊本県出身。英語と漢学を修める。農業を営む。日吉村長、熊本県会議員となる。また、日奈久温泉改良、自助各(株)社長、肥後製革(株)取締役、九州商業銀行監査役となる。
1908年の第10回衆議院議員総選挙において熊本県郡部から立憲政友会公認で立候補して当選した。衆議院議員を1期務め、1912年の第11回衆議院議員総選挙には出馬しなかった。1941年に死去した。